# Mihkli

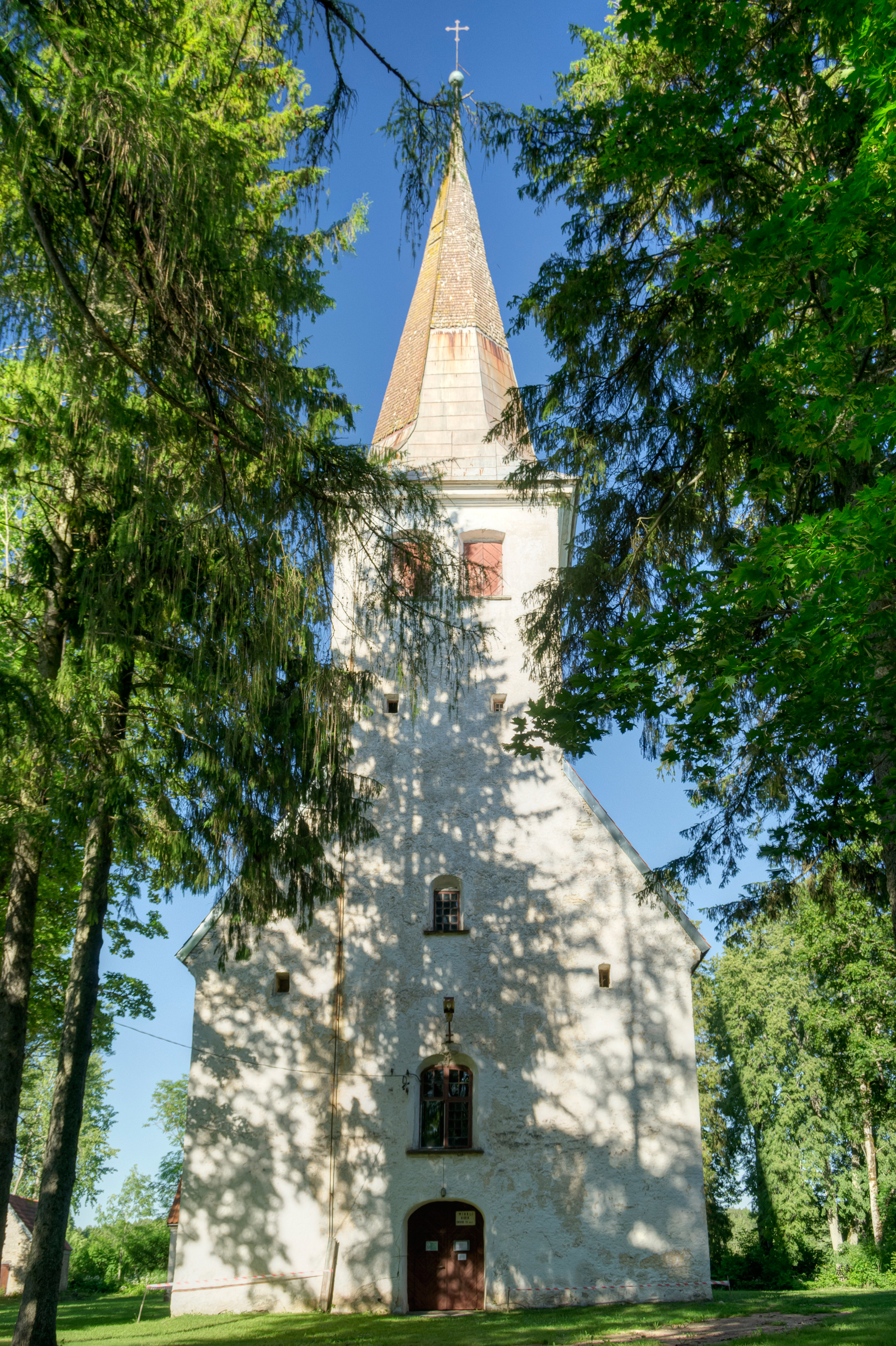
St.-Michaelis-Kirche

Koordinaten: 58° 37′ N, 24° 6′ O
Mihkli (deutsch Sankt Michaelis) ist ein Dorf (estnisch küla) in der estnischen Landgemeinde Lääneranna (bis 2017: Landgemeinde Koonga) im Kreis Pärnu. Es liegt etwa 35 km von Pärnu (Pernau) entfernt.  Das Dorf hat 33 Einwohner (Stand 1. Januar 2009).

## Geschichte und Sehenswürdigkeiten
Mihkli ist die älteste Kirchengemeinde im Kreis Pärnu. Der Ort war im Mittelalter und in der frühen Neuzeit das Zentrum eines einflussreichen Kirchspiels.
Bereits im 13. Jahrhundert war ein Parochus für Mihkli angestellt. Das heutige Pfarrhaus von Mihkli wurde 1855 bis 1858 im Stil des Spätklassizismus errichtet. Die Fassadenmitte des einstöckigen Gebäudes ziert ein Portikus. Einzelne Nebengebäude und ein Park sind erhalten.
Wahrzeichen von Mihkli ist die im 13. oder 14. Jahrhundert errichtete evangelisch-lutherische Sankt Michaelis-Kirche. Sie wurde 1359 erstmals urkundlich erwähnt. Etwa aus dieser Zeit datiert der Sockel des Taufbeckens.
Ihr heutiges Aussehen stammt aus dem 18./19. Jahrhundert. Das einschiffige Kirchengebäude ist aus lokalem Kalkstein erbaut. Der im Querschiff erhaltene Schutzgang an der Nordwand weist auf die Funktion als Wehrkirche in früherer Zeit hin. Er konnte über eine Falltür in 4 m Höhe mit einer Leiter erreicht werden. Die Kirche wurde während des 19. Jahrhunderts erheblich umgestaltet, als das Westportal zugemauert wurde. Die Kanzel der Sankt Michaelis-Kirche stammt von 1818, der Altar aus dem Jahre 1906. Die Orgel ist eine Arbeit des berühmten Tallinner Orgelbauers Gustav Normann (1825–1893) von 1878.
Von 1779 bis 1781 wurde der Westturm der Kirche fertiggestellt. Die Kirchenglocke wurde 1684 in Stockholm gegossen. Einheimische vergruben sie während des Zweiten Weltkriegs; sie kam erst 28 Jahre später wieder ans Licht.
Auf dem alten Friedhof befinden sich drei Kapellen aus dem 19. Jahrhundert. Am neuen Friedhof von Mihkli erinnert seit 1926 ein Denkmal an die gefallenen Gemeindemitglieder des Ersten Weltkriegs und des Estnischen Freiheitskriegs (1988 erneuert).
Bekannt ist Mihkli auch durch einen historischen Eichenpark. Die durchschnittliche Höhe der Bäume beträgt 16 m. Die meisten Eichen sind etwa 200 Jahre alt, die ältesten bis zu 300 Jahre.

## Persönlichkeiten
Jakob Johann von Uexküll wurde auf dem zu Mihkli gehörenden Gut Keblas geboren.
Pastor von Mihkli war ab 1672 der Deutschbalte Heinrich Göseken d. J. (1645–1705), der Sohn Heinrich Gösekens d. Ä. (1612–1681). Heinrich Göseken d. J. war einer der Wegbereiter einer verbesserten Übersetzung des Neuen Testaments in die estnische Sprache.
Aus Mihkli stammt die älteste Aufzeichnung eines estnischsprachigen Zauberspruchs bzw. magischer Volksliedverse. Sie finden sich im Verhörprotokoll des Prozesses gegen einen Esten namens Ralli Hans aus dem Jahr 1680. Der magische Spruch lautet: Nedko Nedko Negelcken / Nedko Negleken Neiziken / Erra Nehlene Kaddi / Nehla Eiss Kaddi tubedis / Nehl Kaddi neehlede / Pissud raudne pihust.